# Дамбова (Горж)
Дамбова (рум. Dâmbova) насеље је у Румунији у округу Горж у општини Драгуцешти. Oпштина се налази на надморској висини од 203 m.

## Становништво
Према подацима из 2002. године у насељу је живело 394 становника, од којих су сви румунске националности.